# Rhynchanthus johnianus
Rhynchanthus johnianus är en enhjärtbladig växtart som beskrevs av Rudolf Schlechter. Rhynchanthus johnianus ingår i släktet Rhynchanthus och familjen Zingiberaceae.
Artens utbredningsområde är Burma. Inga underarter finns listade i Catalogue of Life.